# Emmaboda (plaats)
Emmaboda is de hoofdplaats van de gemeente Emmaboda in het landschap Småland en de provincie Kalmar län in Zweden. De plaats heeft 4824 inwoners (2010) en een oppervlakte van 595 hectare.
De plaats (evenals de gemeente) ligt in Glasriket ("Het Glazen Rijk"), een regio die al sinds de 18e eeuw bekendstaat om zijn glasproductie.

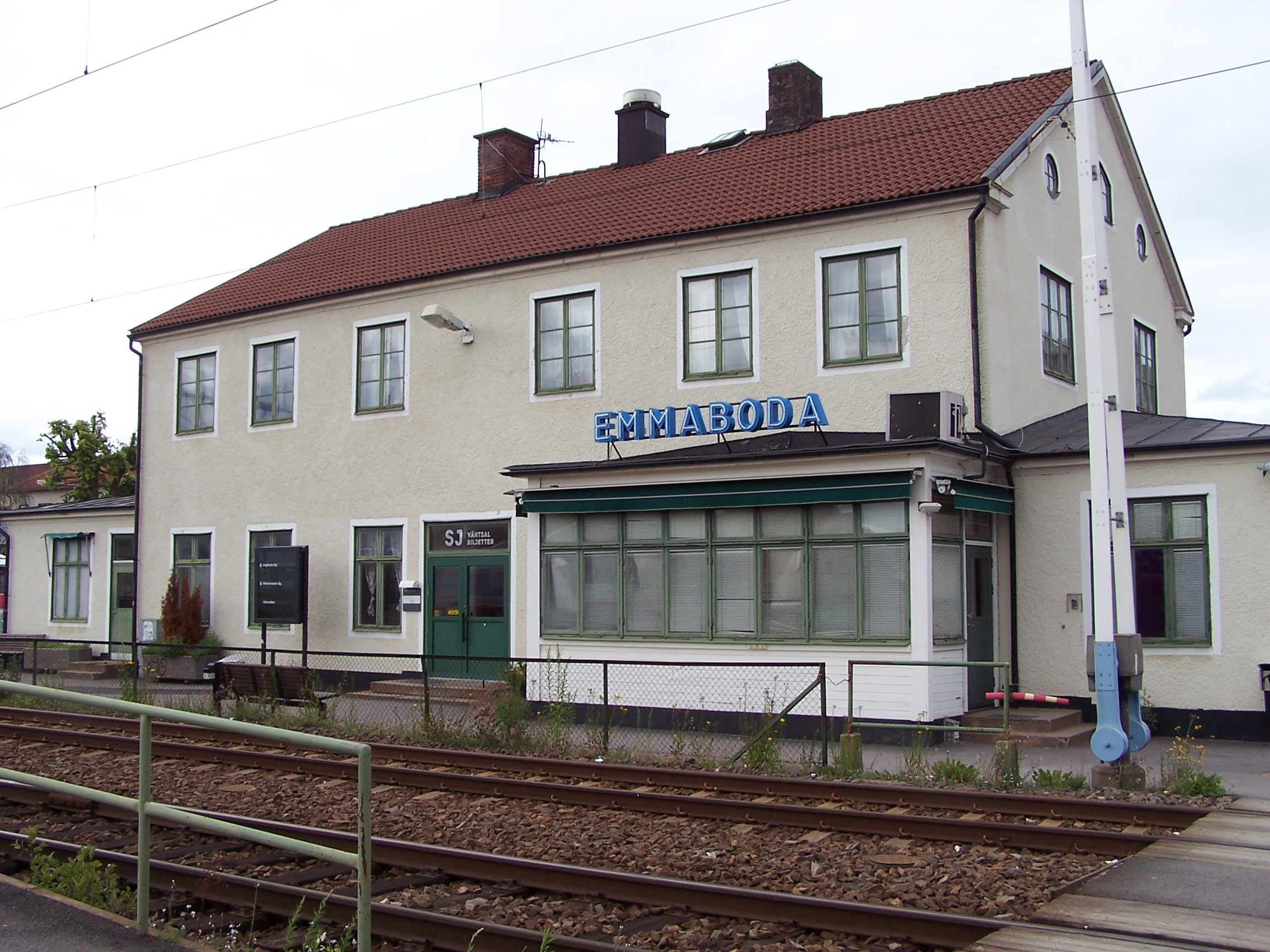
Station van Emmaboda

## Verkeer en vervoer
Bij de plaats lopen de Riksväg 28 en Länsväg 120.
In Emmaboda splitst de Kust till Kustbanan ("Kust-tot-kustspoorweg") vanuit Göteborg zich in twee takken naar Kalmar en Karlskrona.